# Zusatzversorgungskasse für Arbeitnehmer in der Land- und Forstwirtschaft
Die Zusatzversorgungskasse für Arbeitnehmer in der Land- und Forstwirtschaft (ZLA) ist eine bundesunmittelbare Anstalt des öffentlichen Rechts mit Sitz in Kassel. Sie wurde 1974 basierend auf dem Gesetz über die Errichtung einer Zusatzversorgungskasse für Arbeitnehmer in der Land- und Forstwirtschaft (ZVALG) errichtet. Zu ihren Aufgaben gehört insbesondere die Gewährung einer Ausgleichsleistung zur gesetzlichen Rente für ehemalige land- und forstwirtschaftliche Arbeitnehmer.

## Ausgleichsleistung aus Bundesmitteln
Aufgabe der Kasse ist die Versorgung der Empfänger verschiedener Versichertenrenten der gesetzlichen Rentenversicherung mit einer vom Bund finanzierten Ausgleichsleistung, wenn sie am 1. Juli 2010 mindestens das 50. Lebensjahr vollendet und neben anderen Voraussetzungen mindestens 15 Jahre als landwirtschaftlicher Arbeitnehmer rentenversicherungspflichtig beschäftigt waren.
Die Geschäfte der ZLA werden von der Sozialversicherung für Landwirtschaft, Forsten und Gartenbau geführt, die Rechtsaufsicht obliegt dem Bundesversicherungsamt.

## Beitragsfinanzierte Beihilfe
Als weitere Zusatzversorgung der landwirtschaftlich Beschäftigten wurde im Jahr 2000 eine tarifvertragliche Vereinbarung der verschiedenen Fachverbände mit der IG Bauen-Agrar-Umwelt getroffen.
Es handelt sich um eine arbeitgeberfinanzierte Betriebsrente, die wie die Ausgleichsleistung eine 180-monatige Wartezeit sowie den Bezug einer Rente wegen Alters, verminderter Erwerbsfähigkeit oder wegen Todes voraussetzt. Die Beiträge werden vom Zusatzversorgungswerk für Arbeitnehmer in der Land- und Forstwirtschaft – ZLF VVaG – (ZLF) erhoben, einem Versicherungsverein auf Gegenseitigkeit.
Die Versorgungshöhe hängt von der Anzahl der Beschäftigungsmonate ab, wobei für je 12 beitragspflichtige Monate 1,30 € Beihilfe gezahlt werden.
Die Tarifverträge über die Zusatzversorgung ZLF wurden von den Land- und Forstwirtschaftlichen Arbeitgeberverbänden zum 31. Dezember 2020 gekündigt. Als Hauptgrund gaben diese die schwierige Finanzsituation des Zusatzversorgungswerks unter anderem in Folge der anhaltenden Niedrigzinsphase an. Bereits erworbene Ansprüche bleiben jedoch erhalten und die Tarifverträge wirken für alle Beschäftigungsverhältnisse nach, die am Tag der Kündigung bereits bestanden haben.